# Heinz E. Hirscher
Heinz E. Hirscher (* 6. Juli 1927 in Stuttgart; † 23. Juli 2011 ebenda) war ein deutscher Künstler.

## Leben
Heinz E. Hirscher wurde am 6. Juli 1927 in Stuttgart geboren und am 18. September 1927 evangelisch getauft. 1937 wurde er ins Jungvolk eingezogen und 1943 als Luftwaffenhelfer abgestellt. Im Jahr 1944 überlebte er einen Luftangriff im Stuttgarter Westen als einziger seiner Truppe nahezu unversehrt. Er bekam im selben Jahr, wie zuvor schon sein Vater und sein großer Bruder das Verwundetenabzeichen verliehen. Am 18. April 1945 geriet Hirscher in Bayern in Gefangenschaft der Amerikaner, am 24. Juli wurde er wieder nach Stuttgart entlassen. Im Juli 1946 holte er seine Reifeprüfung nach. 1949 war er Keramiker und Werkstudent an der Freien Akademie des Werkhauses Merz. Anfang der 1950er Jahre arbeitete Hirscher als Hilfsdekorateur in einem Geschäft für Damenmode und passte dort die Schaufenstermode den Jahreszeiten an. Die Arbeit beschrieb der Künstler später als essenziell für seine spätere Kunst. 1954 begann Hirscher ein Studium an der Staatlichen Akademie der Bildenden Künste, welches er 1958 beendete. 1955 arbeitete er zudem als Werk- und Zeichenlehrer am Stuttgarter Jugendhaus. Auch während der folgenden Jahre arbeitete Hischer immer wieder als Lehrer und Dozent an verschiedenen Institutionen. Außerdem trat er zahlreichen Kunstvereinen bei, bei einigen übernahm er auch Vorstandspositionen. 1968 erhielt Hirscher ein Stipendium des Landes Baden-Württemberg in der Cité Internationale. 1970 wurde er Mitglied des Deutschen und des Baden-Württembergischen Künstlerbundes. Von 1970 bis 1974 war er zudem Vorsitzender des Berufsverbandes Bildender Künstler Baden-Württemberg und 1975–1984 Präsident des Stuttgarter Künstlerbundes. 1984 gründete Hirscher die Akademie Materio im Künstlerhaus Stuttgart. Bis zu seinem Tod am 23. Juli 2011 lebte und arbeitete Hirscher in Stuttgart.

## Werk
Heinz Hirscher ist vor allem bekannt für seine Poesie und die Materialbilder und Bildkästen. Bei diesen handelt es sich um Kompositionen aus Alltagsmüll. Hirscher verwendete hierbei Weggeworfenen, Vergessenes und Ausgedientes. Der Künstler selbst sprach hierbei von „auswählendem Finden“ oder auch „selektivem Sammeln“. Mit seinen Materialbildern wollte Hirscher aus dem Äußeren das Innere der Welt aufscheinen lassen. Seine ersten wichtigen Ausstellungsbeteiligungen waren u. a. 1958 in Baden-Baden, „metalldrucke collagen materialbilder“, Staatliche Kunsthalle Baden-Baden 1958, mit Katalog (s. Literatur), und 1961 in New York: „The Art of Assemblage“, Museum of Modern Art (MOMA), New York Okt./Nov. 1961, mit Katalog (S. 125).

### „Materiathek“
Als Hauptwerk des Künstlers gilt seine „Materiathek“, welche sich heute im Erdgeschoss und Foyer des Klosters Wiblingen befindet. Es handelt sich hierbei um ein schrankartiges, weißes Möbelstück, welches an einen geöffneten Flügelaltar erinnert. Vor dem Altar findet sich eine Art Auslagentisch mit Fundstücken aus verschiedenen Zeiten und Materialien. Zwei Schubladen im unteren Teil des Schranks enthalten ungeordnete und einheitlich weiß bemalte Gegenstände. Das Innere des Schrankes enthält 1636 mit verschiedenen Materialien gefüllte, verkorkte und versiegelte Fläschchen, welche nach den Farben des Inhalts auf Tribünen angeordnet sind.
Nach 8 Jahren Schaffenszeit wurde die Materiathek ab dem 4. September 1988 in der 36. Jahresausstellung des Württembergischen Kunstvereins in Stuttgart gezeigt und anschließend ins Kloster Wiblingen gebracht.

## Publikationen
- Vom Katzenmütterchen das den Fliederteufel liebte. (Dieses Märchen wurde im Jahr 1953 geschrieben und nach 1960 vom Autor illustriert.) Urs Burkhardt, Stuttgart 1980/81. Auflage 500.
- Der Zaubermeister. (Ein Märchen.) Klaus Burkhardt, Stuttgart 1961. Auflage 30.
- Die Stadt der verschlafenen Larven. Ein illustriertes Märchen. Angelos-Verlag, Insel Mainau/Bodensee ohne Jahr (1964). Auflage 300.
- Ein Ärmelbüchlein. Überreicht zum Jahreswechsel 1969/70. Georg Riederer, Stuttgart (1969). Auflage 300.
- Werken mit Abfall. Methoden kreativen Gestaltens. Katzmann, Tübingen 1975.[1]
- Ein Stuttgarter Kulturbeutel, zusammengestellt von Heinz E. Hirscher. Editieditiert (sic!) im Juni 1977. (Zum 50. Geburtstag). Enthält 25 meist farbige Bildkarten. Galerie Lutz, Stuttgart 1977.
- Der MERZ-Künstler Kurt Schwitters und sein Materialbild. Collispress, Stuttgart 1978. (collisbibliothek, Nr. 5). Auflage 300.
- PAN-opticum französischer Gärten. Collispress/Paul Eckhardt, Stuttgart 1978. Auflage 500. Enthält Vorwort von Heinz E. Hirscher zur Ausstellung 1969 und Rede zur Eröffnung der Ausstellung am 21. März 1969 von Helmut Heißenbüttel: Was sucht Karl Marx in französischen Gärten?
- Mund-Art oder ein Seifen-Stück für einen weiteren Kulturbeutel. (Auf Deckel: [Mund] art). Stuttgart, zum 6. Juli 1987. (Zum 60. Geburtstag). Enthält Mundart-Texte und 1 photographische Klapptafel. Forum Stuttgart, 1987.
- Der Zaubermeister. (4) Märchen und Zeichnungen. Heliopolis, Tübingen 1988.
- Musenschluck und Titanwu(r)z, begleitet von Hirschers psychosomatischen Bruddeleien. Mit einem Appendix von Reinhard Döhl, Günter Guben, Imre Török u. a. Gratulanten. (Zum 80. Geburtstag). Edition Wuz/Marita Elhardt, Freiberg 2007. (Jubelnummer 2). Auflage 100.
- Post-Wuz. Philatelistische Versteckspiele. Edition Wuz/Marita Elhardt, Freiberg 1998. (Jubelnummer 1). Auflage 130.
- mit Christa Planck: Noch ein DINO-Buch für unsere KLEINEN. Ohne Verlag, ohne Ort (Stuttgart) 1993. Auflage 50.
- Der Tschianti-Stil und seine Folgen … oder die Art unter dem Hammer zu philosophieren. WortBerg, Dettenhausen 1993.[2]
- Musivische Blätter. Aus dem Werk des Materialpoeten und Mundartphilosophen. Zum 70sten Geburtstag. Edition Wuz/Armin Elhardt, Freiberg (1997).